# Besleria elegans
Besleria elegans är en tvåhjärtbladig växtart som beskrevs av Carl Sigismund Kunth. Besleria elegans ingår i släktet Besleria och familjen Gesneriaceae. Inga underarter finns listade i Catalogue of Life.